# Graafschap Sickingen
Sickingen was een tot de Zwabische Kreits behorend Graafschap binnen het Heilige Roomse Rijk.
Het geslacht Sickingen was een oud geslacht, waarvan de stamburcht Sickingen gelegen is bij Heilbronn in Baden-Württemberg. De familie behoorde tot de rijksridderschap. De bekendste telg uit dit geslacht is Franz von Sickingen. De familie verwierf ook bezittingen in de Elzas en Rijnland-Palts.
Na de dood van ridder Frans Koenraad in 1558 werden de bezittingen verdeeld onder vijf zonen, waardoor er vijf takken ontstonden:
- Georg Willem (overleden 1591) kreeg Schallodenbach. Deze tak stierf uit in 1659 met Eberhard in Schalodenbach en Sien.
- Frans (overleden in 1597). Deze kreeg Sickingen. Uitgestorven in 1834.
- Johan Schweighard (overleden in 1589). Deze kreeg de heerlijkheid Ebernburg. Deze tak stierf uit in 1768 met Karel Ferdinand, die in 1750 Ebernburg had afgestaan aan het keurvorstendom van de Palts.
- Frederik. Deze kreeg de heerlijkheid Hohenbourg.
- Reinhard (overleden in 1607). Deze kreeg de heerlijkheid Landstuhl. Uitgestorven in 1629 met Johan Kasimir.

In de tweede helft van de achttiende eeuw bestonden er dus twee takken: 
- Sickingen-Sickingen, met Sickingen, Schallodenbach en het door een huwelijk verworven Sauerbach.
- Sickingen-Hohenbourg.

Sickingen-Sickingen was verder verdeeld in een oudere tak en een jongere tak, die in het bezit was van de heerlijkheid Eltschowitz in Bohemen. 
Op 3 maart 1773 werd Karel Anton (1708-1787), vrijheer van Sickingen te Sickingen uit de jongere tak verheven tot rijksgraaf. Het nieuwe graafschap bestond alleen uit Burg Sickingen. Bij actes van 7 juni 1791, 17 juni 1791, 21 juni 1793 en 3 augustus 1793 werd de graaf opgenomen in het College van Zwabische Rijksgraven van de Rijksdag. Bij actes van 10 juni 1791 en 12 mei 1792 werd de graaf toegelaten tot de vergaderingen van de Zwabische Kreits.
Hoewel formeel alleen Burg Sickingen tot het graafschap behoorde, werd de naam ook gebruikt voor andere bezittingen van Sickingen, die formeel tot de Rijksridderschap behoorden. Ook de oudere tak Sickingen-Sickingen mocht de graventitel gaan voeren en begon zijn heerlijkheden te vermelden als graafschap. In deze tijd werd door een ruil met het vorstendom Leiningen het ambt Hoheneinöden met Hansenheim verworven.
Door de inlijving van de gebieden op de linker Rijnoever in 1797 bij Frankrijk gingen veel bezittingen van Sickingen verloren: Landstuhl, Köngernheim, Ellerstadt, Hemkirchen, Schallodenbach, Schneckenhausen en een aandeel in Wartenberg.
In paragraaf 24 van de Reichsdeputationshauptschluss van 25 februari 1803 werd Sickingen alleen schadeloos gesteld voor het verlies van bezit dat niet tot de Rijksridderschap behoorde: het ambt Hoheneinöden. Hiervoor werd een jaarlijkse rente uitgekeerd. 
Daarnaast was er nog een lopende kwestie met het graafschap Wartenberg. In 1788 had Sickingen het dorp Ellerstadt en de pachthoven Asbach en Oranienhof van Wartenberg gekocht. De overdracht had echter nog niet plaatsgevonden op het moment dat het gebied bij Frankrijk werd ingelijfd. De Reichsdeputationshauptschluss bestemde de heerlijkheid Pleß als compensatie voor dit verlies. Pleß werd echter in 1805 al overgedragen aan Fugger.
De annexatie van het eigenlijke graafschap door het groothertogdom Baden is niet geheel duidelijk. Het graafschap wordt niet vermeld in de Rijnbondacte van 1806 bij de mediatiseringen. Mogelijk is het al in 1803 ingelijfd op grond van paragraaf 5 van de Reichsdeputationshauptschluss: alle bezittingen ten zuiden van de Neckar van stichtingen en corporaties, die hun hoofdvestiging op de linker Rijnover hebben, komen aan Baden. 